# La huérfana
La huérfana (Orphan originalmente en inglés) es una película de terror psicológico de 2009 dirigida por Jaume Collet-Serra y protagonizada por Vera Farmiga, Peter Sarsgaard e Isabelle Fuhrman. El filme narra la historia de una pareja que adopta a una niña pero detrás de su dulce apariencia, esconde un oscuro secreto. La huérfana fue producida por Joel Silver y Susan Downey, de Dark Castle Entertainment, por Leonardo DiCaprio y Jennifer Davisson Killoran, de Appian Way Productions. La película fue estrenada en los cines de Estados Unidos el 24 de julio de 2009.

## Argumento
El matrimonio de Kate y John Coleman es tenso después de la muerte de su tercera hija, Jessica, cuya pérdida es particularmente difícil para Kate, quien también se está recuperando del alcoholismo. La pareja adopta a una niña de nueve años supuestamente rusa, Esther, del orfanato local. Mientras su hija sorda de cinco años, Max, abraza a Esther casi de inmediato, su hijo Daniel, de 12 años, es menos acogedor. Kate se une a Esther mientras le enseña su piano y se reconcilia con John.
Una noche, John y Kate tienen relaciones sexuales pero son interrumpidos por Esther. Kate sospecha cuando Esther expresa mucho más conocimiento del sexo de lo esperado de un niño de su edad, pero John le dice que no se preocupe por eso. Pronto, Esther demuestra un comportamiento hostil, mata a una paloma herida y lastima a una compañera de clase en el parque, lo que fomenta la desconfianza de Kate. 
Después de que la hermana Abigail, la jefa del orfanato, advierte a Kate de que suceden cosas malas cuando Esther está cerca, Esther mata a la monja con un martillo y empuja su cuerpo hacia una zanja, ocultando la evidencia en la casa del árbol de Daniel. Ella atrapa a Daniel espiándola, lo interroga y amenaza con matarlo si menciona algo a sus padres. Kate se convence aún más de que algo está mal con Esther, pero John no le cree. Cuando John sugiere que Esther podría hacer algo bueno por Kate, intencionalmente le trae un ramo de flores de la tumba de Jessica, enojando a Kate y haciendo que agarre el brazo de Esther. Más tarde esa noche, Esther deliberadamente se rompe el brazo y culpa a Kate. Al día siguiente, Esther suelta el freno del automóvil, lo que hace que ruede hacia el tráfico que se aproxima con Max adentro. Cuando Esther señala la botella de vino que encontró en la cocina, John decide alejarse un poco de Kate, llevándose a los niños antes de exigir el divorcio. Más tarde, Kate descubre que Esther vino de un hospital psiquiátrico estonio y que el orfanato del que proviene no tiene registros de ella.
Cuando Daniel se entera de la muerte de la hermana Abigail de Max y busca en la casa del árbol, Esther le prende fuego, causando que Daniel caiga y quede inconsciente. Esther intenta matarlo, pero Max la detiene. Mientras Daniel está en el hospital, Esther lo ahoga con una almohada pero lo reviven. Al darse cuenta de lo que hizo Esther, Kate la ataca, pero es capturada y sedada. Esa noche, aprovechando la ausencia de Kate, Esther intenta seducir a John, ya que lo ve un poco ebrio, quien se da cuenta de que Kate tenía razón y amenaza con enviar a Esther de vuelta al orfanato.
En el hospital, Kate recibe una llamada del Dr. Varava del Instituto Saarne y descubre que Esther es en realidad una mujer de 33 años llamada Leena Klammer. Tiene hipopituitarismo, un raro trastorno hormonal que atrofió su crecimiento físico y le causó enanismo proporcional, y ha pasado la mayor parte de su vida haciéndose pasar por una niña. Leena ha asesinado al menos a siete personas, incluida la última familia que la adoptó después de no poder seducir al esposo. Las cintas que Esther usa alrededor de sus muñecas y cuello han estado ocultando cicatrices de intentar salir de una camisa de fuerza y que además usaba unos prótesis dentales infantiles. Mientras tanto, Leena se quita el disfraz y procede a matar a John, de lo que Max es testigo. Después de que Kate se apresura a llegar a casa, Leena toma una pistola e intenta dispararle a Max en el invernadero, pero Kate rompe el techo de cristal y cae sobre ella.
Kate y Max escapan a un estanque helado, sin saber que Leena las está persiguiendo. Leena ataca a Kate, tira el arma y la arroja al hielo. Max intenta dispararle a Leena, pero rompe el hielo y envía a Leena y Kate al agua. Kate sale, con Leena aferrada a sus piernas que sin saberlo sostiene el cuchillo para matarla. Kate golpea brutalmente a Leena en la cara, le rompe el cuello y deja que su cuerpo se hunda en el fondo del estanque. Max y Kate son recibidas por la policía momentos después.

## Reparto

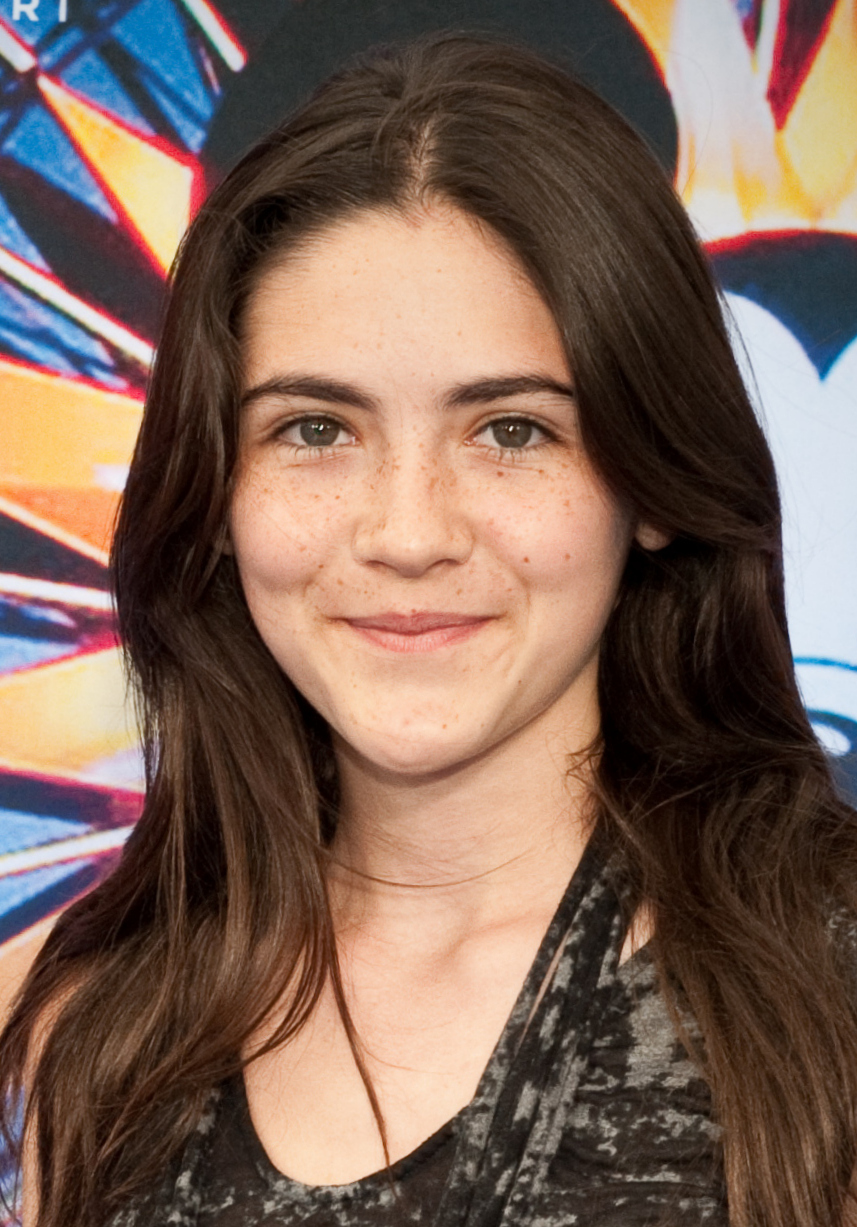
Isabelle Fuhrman, coprotagonista de la película

- Vera Farmiga como Katherine "Kate" Coleman.
- Peter Sarsgaard como John Coleman.
- Isabelle Fuhrman como Esther/Leena.
- CCH Pounder como Hermana Abigail.
- Jimmy Bennett como Daniel Coleman.
- Aryana Engineer como Maxine "Max" Coleman.
- Margo Martindale como Dra. Browning.
- Genelle Williams como Hermana Judith.
- Karel Roden como Dr. Värava.
- Rosemary Dunsmore como Abuela Bárbara Coleman.
- Jamie Young como Brenda
- Lorry Ayers como Joyce.
- Sugith Varughese como ICU Doctor.
- Ferelith Young como Enfermera de la sala de espera.
- Leni Parker como Enfermera de la sala de partos.

## Doblaje
| Personaje       | Actor original Estados Unidos | Actor de voz México   | Actor de voz España   |
| --------------- | ----------------------------- | --------------------- | --------------------- |
| Kate Coleman    | Vera Farmiga                  | Cony Madera           | Victòria Pagès        |
| John Coleman    | Peter Sarsgaard               | Sergio Gutiérrez Coto | Toni Mora             |
| Esther Coleman  | Isabelle Fuhrman              | Monserrat Mendoza     | Carla López           |
| Daniel Coleman  | Jimmy Bennett                 | José Antonio Toledano | Klaus Stroink         |
| Hermana Abigail | CCH Pounder                   | Laura Torres          | Rosa Pastó            |
| Abuela Barbara  | Rosemary Dunsmore             | Ángela Villanueva     | María Dolores Gispert |
| Dra. Browning   | Margo Martindale              | Ruth Toscano          | Juana Beuter          |
| Hermana Judith  | Genelle Williams              | Jessica Ortiz         | Rosa Gavín            |
| Dr. Varava      | Karel Roden                   | Herman López          | Yuri Mykhaylychenko   |
| Detective       | Brendan Wall                  | Humberto Solórzano    | Emilio Freixas        |

## Producción

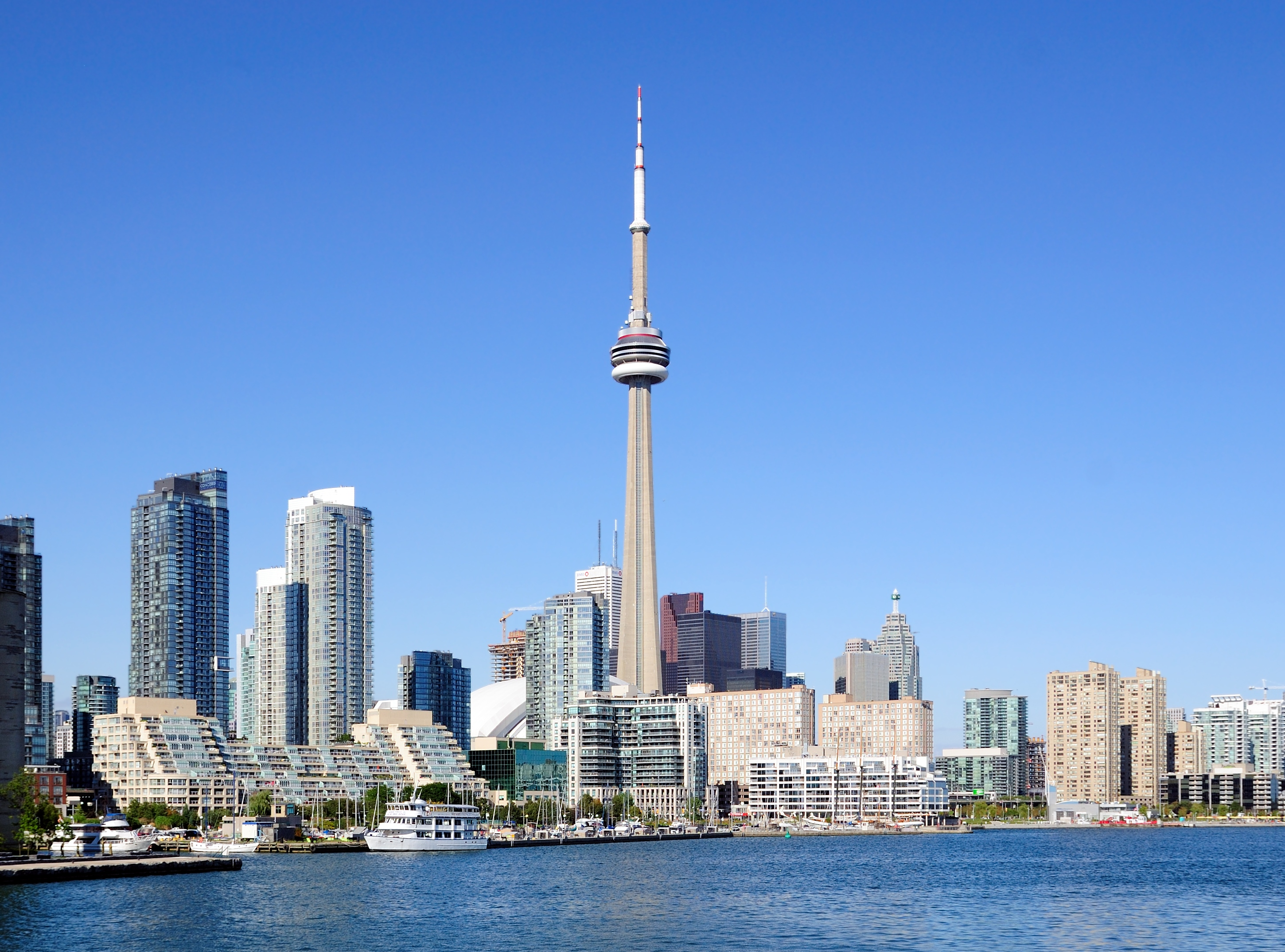
La Ciudad de Toronto, lugar donde se filmó la película

Vera Farmiga y Peter Sarsgaard fueron elegidos para los papeles principales a finales de noviembre de 2007. La fotografía principal de la película se llevó a cabo en Canadá, en las ciudades de Toronto, Port Hope y Montreal. 
Esther (Leena Klammer) de Estonia se inspiró en la cobertura mediática de mayo de 2007 de Barbora Skrlova, de 34 años, una huérfana que abusó de su primera familia adoptiva y se escapó de la policía cuando la atraparon. Finalmente fue encontrada haciéndose pasar por Adam, un niño de trece años que había desaparecido. 

## Lanzamiento
La Huérfana tuvo su estreno mundial en Westwood, Los Ángeles el 21 de julio de 2009. Al día siguiente, se proyectó en el Fantasia International Film Festival en Montreal, Canadá. La película fue estrenada en cines en Norteamérica el 24 de julio de 2009. Luego fue estrenada en el Reino Unido el 7 de agosto de 2009 por Optimum Releasing.

### Medios domésticos
La Huérfana fue lanzado en DVD y Blu-ray el 27 de octubre de 2009 en los Estados Unidos por Warner Home Video y en el Reino Unido el 27 de noviembre de 2009 por Optimum Releasing. El DVD incluye escenas eliminadas y el final alternativo. Los avances de apertura también contienen un anuncio de servicio público que describe la difícil situación de los niños no adoptados en los Estados Unidos y fomenta la adopción nacional.
Hubo rumores sobre una nueva edición en DVD llamada Orphan: Legacy Edition que habría incluido una hora adicional de metraje invisible de la película durante el lanzamiento del DVD y estaba programada para su lanzamiento en enero de 2010, pero nunca sucedió por razones desconocidas.

## Recepción
La película se estrenó en el cuarto lugar en la taquilla, con un total de $ 12.8 millones, detrás de G-Force, Harry Potter y el misterio del príncipe y The Ugly Truth recaudando un total mundial de 78,3 millones de dólares.

### Crítica
En el agregador de reseñas Rotten Tomatoes, la película tiene una calificación de aprobación del 56% según 155 reseñas, con una calificación promedio de 5.60 / 10. El consenso de los críticos del sitio web decía: "Si bien tiene momentos de humor negro y los sustos necesarios, Orphan no se basa en su interesante premisa y degenera en un formulista y sórdido thriller / horror". En Metacritic, la película tiene un promedio ponderado. puntuación de 42 sobre 100, basada en 25 críticas, que indica "críticas mixtas o promedio". Las audiencias encuestadas por CinemaScore le dieron a la película una calificación promedio de "B–" en una escala de A + a F. 
Roger Ebert del Chicago Sun-Times le dio a Orphan 31⁄2 estrellas de 4, escribiendo: "Quieres una buena película de terror sobre un niño del infierno, tienes una". Mick LaSalle del San Francisco Chronicle también dio una crítica positiva, comentando: "Orphan ofrece todo lo que se puede esperar de un thriller psicológico infantil, pero con tal exceso y exuberancia que todavía tiene el poder de sorprender". Todd McCarthy de Variety quedó menos impresionado al escribir: "Basura burlona y agradable durante la primera hora, Orphan se convierte en auténtica basura durante su prolongada segunda mitad". 
Manohla Dargis de The New York Times escribió: "Los actores tienen que comer como el resto de nosotros, aunque evidentemente no tanto, pero todavía hay que preguntarse cómo los pilares del cine independiente Vera Farmiga y Peter Sarsgaard terminaron vadeando a través de Orphan y, por la mayor parte, sin reír ". Owen Gleiberman de Entertainment Weekly le dio a la película una puntuación D +, y señaló:" Huérfano no da miedo, es chillón y pesado ". Keith Phipps de The AV Club escribió: "Si el director Jaume Collet-Serra se propuso hacer una parodia de los clichés del cine de terror, lo logró de manera brillante".

### Reconocimientos
La película ganó el Concurso Internacional de Largometrajes Golden Raven en el Festival Internacional de Cine Fantástico de Bruselas 2010. También fue nominada Choice Summer Movie: Drama en los Teen Choice Awards 2009. 

## Precuela
En febrero de 2020, se anunció el desarrollo de una película de precuela, titulada Esther, con William Brent Bell contratado como director a partir de un guion de David Coggeshall. El proyecto será una empresa conjunta entre eOne y Dark Castle Entertainment. Alex Mace, Hal Sadoff, Ethan Erwin y James Tomlinson producirán la película, con David Leslie Johnson como productor ejecutivo. La producción estaba programada para comenzar en el verano de 2020. En octubre de 2020, Julia Stiles dijo que estaba a punto de comenzar a trabajar en la película. En noviembre, el título se cambió a Orphan: First Kill, con Isabelle Fuhrman regresando para protagonizar la película. 
La película tuvo rodaje en lugar entre Winnipeg y Toronto Canadá.